# Bellilinea
Bellilinea é um gênero de bactéria termofílica da família Anaerolineaceae com uma espécie conhecida (Bellilinea caldifistulae). Bellilinea caldifistulae foi isolada de lodo digestor termofílico de Niigata no Japão.